# Водохреще (срібна монета)
«Водохре́ще» — пам'ятна срібна монета номіналом 10 гривень, випущена Національним банком України, присвячена одному із значних свят православ'я, яке відзначається 19 січня.
Монету введено в обіг 18 грудня 2006 року. Вона належить до серії «Обрядові свята України».

## Опис монети та характеристики
| Номінал грн. | Метал            | Маса, г      | Діаметр, мм | Якість виготовлення | Гурт     | Тираж, штук |
| ------------ | ---------------- | ------------ | ----------- | ------------------- | -------- | ----------- |
| 10           | срібло 925 проби | 31,1 / 33,62 | 38,6        | пруф                | рифлений | 10 000      |

### Аверс
На аверсі монети зображена композиція з церковної чаші та українських жіночих прикрас, які тримають голуби, над нею — малий Державний Герб України; під композицією розміщено написи: «НАЦІОНАЛЬНИЙ БАНК»/ «УКРАЇНИ»/ «10»/ «ГРИВЕНЬ»/ «2006», позначення металу та його проби — «Ag 925», вага в чистоті — «31,1»; ліворуч і праворуч розміщено стилізовані крижані гілки з крижинками, а також — логотип Монетного двору Національного банку України.

### Реверс

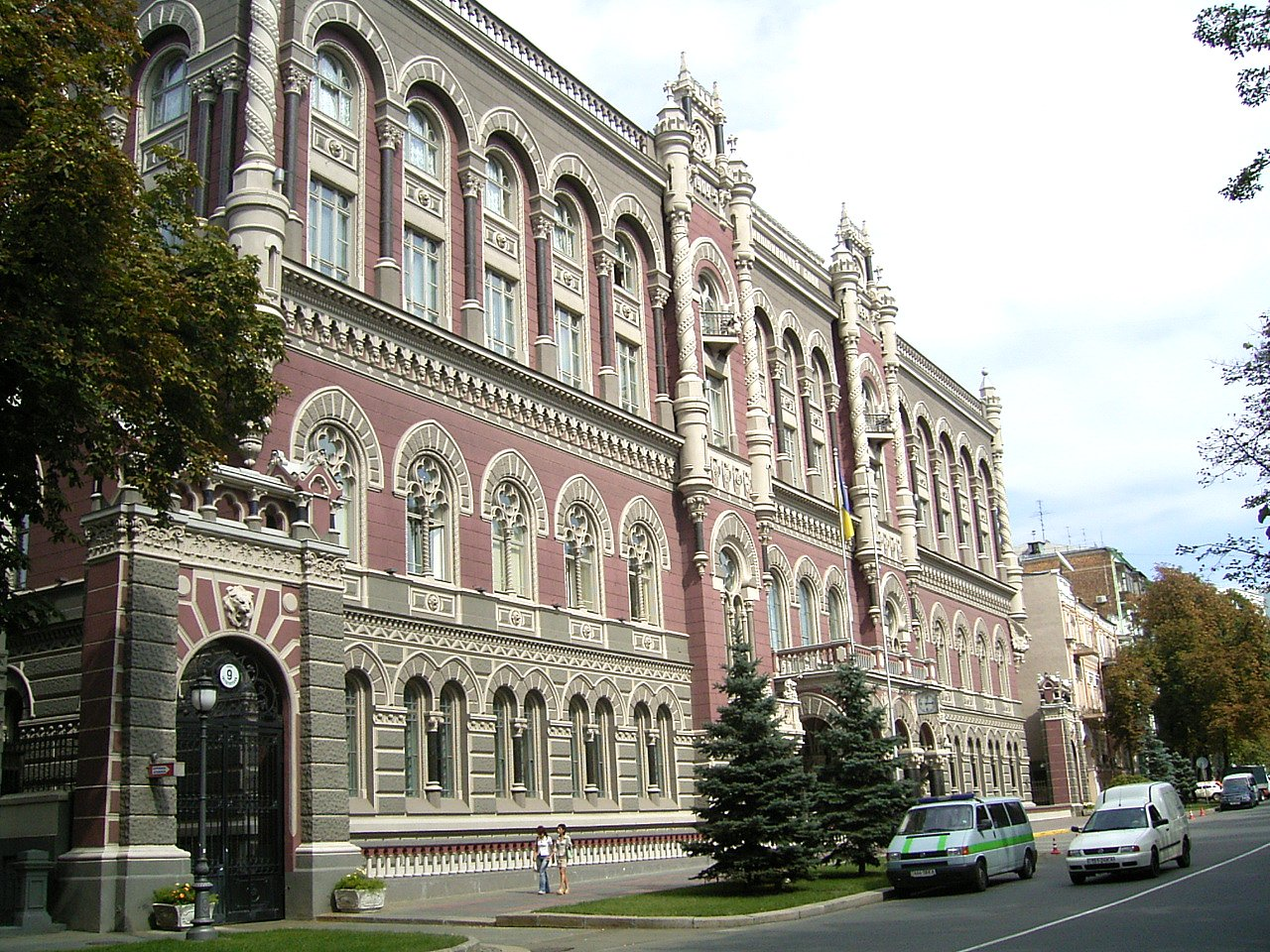
Будівля Національного банку України

На реверсі монет зображено багатофігурну композицію — над ополонкою у вигляді хреста проводиться молебень, ліворуч півколом розміщено напис: «ВОДОХРЕЩЕ».

## Автори
- Художник — Кочубей Микола.
- Скульптори: Атаманчук Володимир, Чайковський Роман.

## Вартість монети
Ціна монети — 575 гривень була вказана на сайті Національного банку України в 2012 році.
Фактична приблизна вартість монети з роками змінювалася так:
| Рік        | 2010 | 2011 | 2012 | 2013 | 2014 | 2015 | 2016 | 2017 | 2018 | 2019 | 2020 | 2021  | 2022  | 2023  | 2024  | 2025  |
| ---------- | ---- | ---- | ---- | ---- | ---- | ---- | ---- | ---- | ---- | ---- | ---- | ----- | ----- | ----- | ----- | ----- |
| Ціна, грн. | 400  | 500  | 550  | 600  | 420  | 740  | 800  | 950  | 900  | 820  | 900  | 1 200 | 1 350 | 2 000 | 3 200 | 3 300 |